# Psednos christinae
Psednos christinae és una espècie de peix pertanyent a la família dels lipàrids.

## Descripció
- Nombre de vèrtebres: 47.[5]

## Hàbitat
És un peix marí i batidemersal que viu entre 1.000 i 1.500 m de fondària.

## Distribució geogràfica
Es troba a l'Atlàntic nord-oriental: l'oest d'Irlanda.

## Observacions
És inofensiu per als humans.